# Cavalier d'Arpino
Cavalier d'Arpino, egentligen Giuseppe Cesari, född 14 februari 1568 i Arpino, död 3 juli 1640 i Rom, var en italiensk målare under manierismen och barocken.
Cavalier d'Arpino fann inspiration i Federico Zuccaros manieristiska måleri. Hans första större verk återfinns på fasadens insida i basilikan San Lorenzo in Damaso; här målade han änglar 1588–1589. Han drev en verkstad i Rom där Caravaggio under en kort period på 1590-talet tjänstgjorde.
Cavalier d'Arpino hade gott anseende, tills Annibale Carracci och Caravaggio orsakade en reaktion i smaken. Arbeten av Cavalier d'Arpino finns i åtskilliga av Roms och Neapels kyrkor. Hans mest hyllade verk är Scener ur romerska historien (1591–1636) i Palazzo dei Conservatori på Capitolium. Mosaikerna i Peterskyrkans kupol gjordes med hans kartonger som förlaga.
Cavalier d'Arpino har fått sitt sista vilorum i basilikan San Giovanni in Laterano i Rom.

## Sakrala verk i Rom (urval)
- Takfresker (1591–1593) – Cappella Contarelli, San Luigi dei Francesi[3]
- Jungfru Marie kröning (1593) – Santa Maria in Vallicella (Chiesa Nuova)
- Kristi himmelsfärd (1593–1595) – Cappella Olgiati, Santa Prassede
- Sankta Barbara (1597) – Cappella di Santa Barbara, Santa Maria in Traspontina
- Kristi begabbelse (cirka 1598) – Santi Biagio e Carlo ai Catinari
- Kristi himmelsfärd (cirka 1599) – San Giovanni in Laterano
- Kupolfresker (1612) – Cappella Sistina, Santa Maria Maggiore

## Bilder
| - Takfresker i Cappella Contarelli i San Luigi dei Francesi. - Kristi begabbelse (cirka 1598), Santi Biagio e Carlo ai Catinari. - Sankta Barbara (1597), Santa Maria in Traspontina. |